# Alseodaphne
Alseodaphne, biljni rod iz porodice lovorovki raširen po južnoj Kini i tropskoj Aziji i Novoj Gvineji
Rod je opisan 1831. Tipična vrsta je veliko zimzeleno drvo A. semecarpifolia Nees. iz Indije i Cejlona

## Vrste
1. Alseodaphne albifrons Kosterm.
2. Alseodaphne archboldiana (C.K.Allen) Kosterm.
3. Alseodaphne bancana Miq.
4. Alseodaphne birmanica Kosterm.
5. Alseodaphne borneensis Gamble
6. Alseodaphne dura Kosterm.
7. Alseodaphne elmeri Merr.
8. Alseodaphne elongata (Blume) Kosterm.
9. Alseodaphne foxiana (Gamble) Kosterm.
10. Alseodaphne garciniicarpa Kosterm.
11. Alseodaphne glauciflora Kosterm.
12. Alseodaphne glaucina (A.Chev. ex H.Liu) Kosterm.
13. Alseodaphne gracilis Kosterm.
14. Alseodaphne griffithii Kosterm.
15. Alseodaphne habrotricha Kosterm.
16. Alseodaphne himalayana Kosterm.
17. Alseodaphne huanglianshanensis H.W.Li & Y.M.Shui
18. Alseodaphne insignis Gamble
19. Alseodaphne intermedia Kosterm.
20. Alseodaphne khasyana (Meisn.) Kosterm.
21. Alseodaphne kochummenii Kosterm.
22. Alseodaphne longipes Quisumb. & Merr.
23. Alseodaphne macrantha Kosterm.
24. Alseodaphne medogensis H.P.Tsui
25. Alseodaphne micrantha Kosterm.
26. Alseodaphne montana Kosterm.
27. Alseodaphne nicobarica (Chakrab. & Vasudeva Rao) Chakrab.
28. Alseodaphne nigrescens (Gamble) Kosterm.
29. Alseodaphne oblanceolata (Merr.) Kosterm.
30. Alseodaphne obovata Kosterm.
31. Alseodaphne owdenii R.Parker
32. Alseodaphne paludosa Gamble
33. Alseodaphne panduriformis Hook.f.
34. Alseodaphne peduncularis (Wall. ex Nees) Meisn.
35. Alseodaphne pendulifolia Gamble
36. Alseodaphne perakensis (Gamble) Kosterm.
37. Alseodaphne philippinensis (Elmer) Kosterm.
38. Alseodaphne ramosii Kosterm.
39. Alseodaphne rhododendropsis Kosterm.
40. Alseodaphne ridleyi Gamble
41. Alseodaphne rubriflora Kosterm.
42. Alseodaphne rubrolignea Kosterm.
43. Alseodaphne semecarpifolia Nees
44. Alseodaphne siamensis Kosterm.
45. Alseodaphne suboppositifolia Kosterm.
46. Alseodaphne sulcata Kosterm.
47. Alseodaphne tomentosa Kosterm.
48. Alseodaphne tonkinensis H.Liu
49. Alseodaphne utilis Kosterm.
50. Alseodaphne wrayi Gamble
51. Alseodaphne yunnanensis Kosterm.

## Sinonimi
- Stemmatodaphne Gamble